# Herrán
Herrán là một khu tự quản thuộc tỉnh Norte de Santander, Colombia. Thủ phủ của khu tự quản Herrán đóng tại Herrán Khu tự quản Herrán có diện tích 108 ki lô mét vuông. Đến thời điểm ngày 28 tháng 5 năm 2005, khu tự quản Herrán có dân số 5055 người.